# Ralph Cudworth
Ralph Cudworth (1617 Aller, Anglické království – 26. června 1688 Cambridge, tamtéž) byl anglický filozof, zakladatel a hlavní představitel cambridgeské školy platonismu.

## Filozofie
Věčné ideje pravdy a dobra v božském rozumu jsou kritériem soudů vyslovových člověkem i kritériem jeho činů. Předměty jsou jen podnětem pro poznání, nikoli však jeho zdrojem. Příroda je harmonický systém uskutečnění božských cílů.
Uznávaje existenci hmoty, chápe ji Cudworth jako pasivní látku, které teprve duch uděluje pohyb. Svět je podle jeho názoru vzestupná stupnice dokonalosti od nehybné hmoty až k Bohu.